# RD-216
RD-216（ロシア語: РД-216、GRAU認識番号8D514、8Д514）はAK-27とヒドラジンまたは四酸化二窒素と非対称ジメチルヒドラジンをガス発生器サイクルで燃焼する液体ロケットエンジンである。

## 概要
1960年にヴァレンティン・グルシュコのOKB-456によって開発された。燃焼室を2基備えるRD-215(8D513)を2基束ねて構成される。RD-216は真空中での推力は1728kNで直径は2.26m、重量は1350kg、全高2.2mで燃焼室圧力は73.6バール (7.36 MPa)で比推力は真空中で291.4秒(海面高度では247.7秒)だった。1964年にSkean/SS-5/R-14の1段目に使用された。
Skean/SS-5/R-14中距離弾道ミサイルに使用され、現在でもコスモス1//SL-8で使用される。
2000年2月9日にワシントンタイムズ紙で1999年11月21日に平壌国際空港からイラン航空のボーイング747貨物機でノドンMRBMに使用される形式と同形式のエンジンが運ばれたと報じられ、イランのシャハブ6や関連する人工衛星打ち上げ用ロケットに派生型が使用されたという説もある。
派生型のRD-216M(11D614)がある。